# Dichochrysa namibensis
Dichochrysa namibensis is een insect uit de familie van de gaasvliegen (Chrysopidae), die tot de orde netvleugeligen (Neuroptera) behoort. 
Dichochrysa namibensis is voor het eerst wetenschappelijk beschreven door Hölzel in 1993.